# Другий бастіон (Севастополь)
44°36′31.72″ пн. ш. 33°33′12.75″ сх. д. / 44.6088111° пн. ш. 33.5535417° сх. д.
Другий бастіон — фортифікаційна споруда, один з восьми бастіонів у Севастополі часів Кримської війни, що знаходилась на плато між Ушаковою балкою і Кілен-балкою. Серед захисників Севастополя мав назву «Пекло».
Бастіон знаходився на невеликій височині. Спочатку він не мав номера. На генеральному плані міста Севастополя укріплень 1840 року під номером другим значилося укріплення на Малаховому кургані. На початку вересня 1854 року на місці майбутнього бастіону стояла одна артилерійська батарея з шести гармат, пізніше кількість гармат довели до 20 стволів. Навколо укріплення з великими труднощами в скельному ґрунті видовбали неглибокий рів. На контр-ескарпі звели кам'яну стінку для прикриття від штуцерних куль противника.
Командував бастіоном капітан-лейтенант 36-го флотського екіпажу А. В. Єршов. За останні три місяці після його контузії на бастіоні змінилося кілька командирів: капітан-лейтенанти П. М. Нікітін і М. Ф. Єсаулов, поручник Ладижинський, лейтенант Вейзенберг і лейтенант І. І. Федорович.

## Оборона Севастополя
У ніч на 6 червня 1855 року французька дивізія генерала Мейрана пішла на штурм другого бастіону і куртини, що з'єднує його з Малаховим курганом. Під штуцерних і картечним вогнем росіян вони прорвалися до рову бастіону. Справа дійшла до штикового бою. Батальйони Суздальського і Якутського полків відкинули противника. Підтягнувши резерви, французи ще кілька разів кидалися в атаку на куртину і бастіон.
5 серпня 1855 року почалося п'яте бомбардування Севастополя, що тривало з невеликими перервами три тижні. По другому бастіону вели вогонь понад сімдесят облогових гармат, на кожне з яких французи заготовили до 450 набоїв. У росіян на гармати припадало по 140, а на мортири — по 60 зарядів. Противник підірвав пороховий льох бастіону, зруйнував укріплення лівого флангу, пошкодив багато гармат. На укріпленні не залишилося жодного безпечного місця. Через вогонь ворога поранених не могли відносити вдень на перев'язувальний пункт — в казарму першого бастіону, залишаючи їх до вечора.
До кінця серпня 1855 року, в дні останнього, шостої бомбардування міста, намагаючись зруйнувати бастіон, противник давав залпи відразу з 50 мортир, кидав на бруствер бочки з порохом. 24 серпня за дванадцять годин обстрілу кожен третій з 600 захисників був убитий або важко поранений. На випадок штурму бастіон підготували до вибуху.

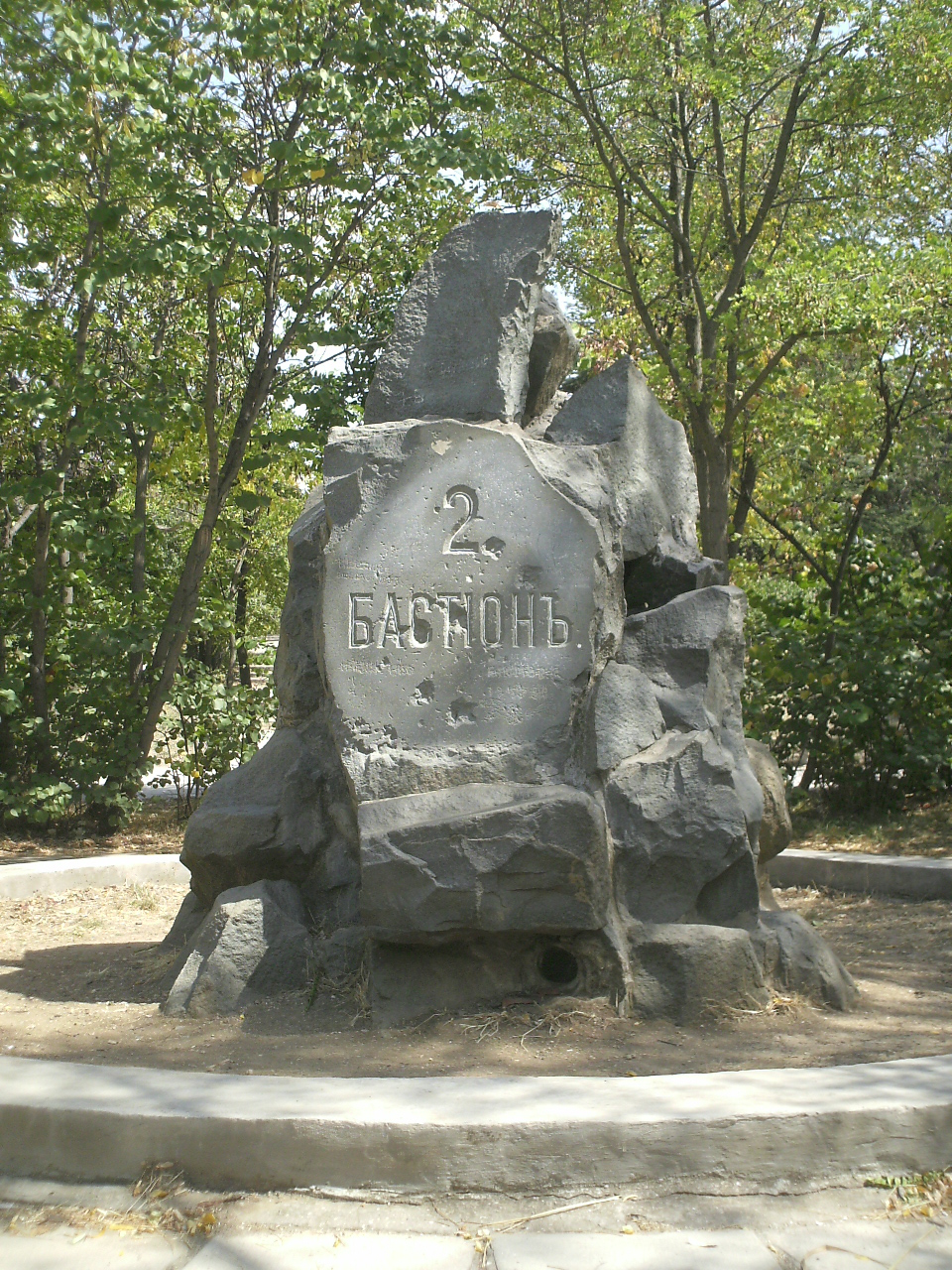
Пам'ятник другому бастіону

27 серпня сім батальйонів французького генерала Дюлака одночасно з Малаховим курганом атакували і другий бастіон. На ньому знаходилося два батальйони Олонецкого полку (550 чоловік). Французи, вискочивши з траншей і пробігши 15 сажнів (32 м), що відділяли їх від бастіону, кинулися на захисників. Під натиском переважаючих сил ворога, росіяни відійшли до Ушакової балки. В цей час командир 1-ї роти третього саперного батальйону капітан Н. С. Лебедєв, зібравши залишки батальйонів Олонецкого полку, саперів, з батальйоном Білозерського полку під командуванням майора Ярошевича кинулися в контратаку. На допомогу прийшло кілька резервних рот Кременчуцького полку на чолі з генерал-майором А. Й. Сабашинським. Їх підтримали вогнем своїх гармат пароплави «Херсонес», «Володимир», «Одеса». Об'єднаними зусиллями захисники вибили французів з бастіону. Ще двічі ворог намагався опанувати другим бастіоном, але безуспішно. На другому бастіоні французи втратили двох своїх генералів: Мароля і Понтеве.

## Пам'ять
До 50-річного ювілею Севастопольської оборони в 1905 році на території бастіону розбили сквер і встановили пам'ятник із діоритових брил. В 1927 році в Нахімовському районі Севастополя на честь бастіону названо вулицю.